# Wappen der burgerlichen Familien der Stadt Bern

Wappentafel der burgerlichen Geschlechter, Franz Niklaus König (1796)

Die Wappen der burgerlichen Familien der Stadt Bern haben sich im Mittelalter herausgebildet, später verfestigt und wurden 1684 obrigkeitlich reglementiert.

## Mittelalter

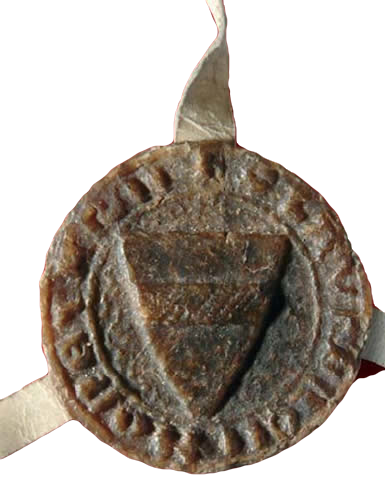
Siegel des Laurenz Münzer (um 1310)

Die frühesten Wappen von Burgern der Stadt Bern sind diejenigen der adeligen Familien, die ins bernische Bürgerrecht eintraten, wie die Balm, Bubenberg, Bennenwil, Kienberg und Krauchthal. Dadurch, dass alle Burger der Stadt Bern Freie waren, waren sie alle berechtigt, als Zeugen Urkunden zu besiegeln. Die Siegel der nichtadeligen Burger zeigten gewöhnlich nur einen Wappenschild, im Gegensatz zu den Siegeln des Adels, die meist als Vollwappen mit Helm und Kleinod oder als Reitersiegel ausgestaltet waren. Das älteste erhaltene Siegel eines Berner Burgers ist dasjenige des Johannes de Watenwile civis bernensis von 1300, welches eine Rose aufweist. Das Siegel eines Verstorbenen musste dem Rat übergeben werden. Dadurch wurden Wappen im 14. Jahrhundert oft nur von einer Person (als Personenwappen) verwendet. Ein Beispiel dafür sind Vater und Söhne der notablen Familie Münzer, die alle drei unterschiedliche Siegel führten. Notable Geschlechter führten Wappen zunehmend wie Adelige, einige wurden in den Adelsstand erhoben, beispielsweise die Senn von Münsingen. Diese Geschlechter führten als Abgrenzung zu den handwerklich geprägten Familien die Bezeichnung Edelknecht. Handwerksmeister imitierten das Führen von Wappen ebenfalls, indem sie Werkzeuge oder Hauszeichen in Wappenform verwendeten. Frühe Wappen burgerlicher Familien wurden nebst dem Siegel zur Kennzeichnung von Häusern, Grabplatten und kirchlichen Stiftungen benutzt.

## Frühe Neuzeit

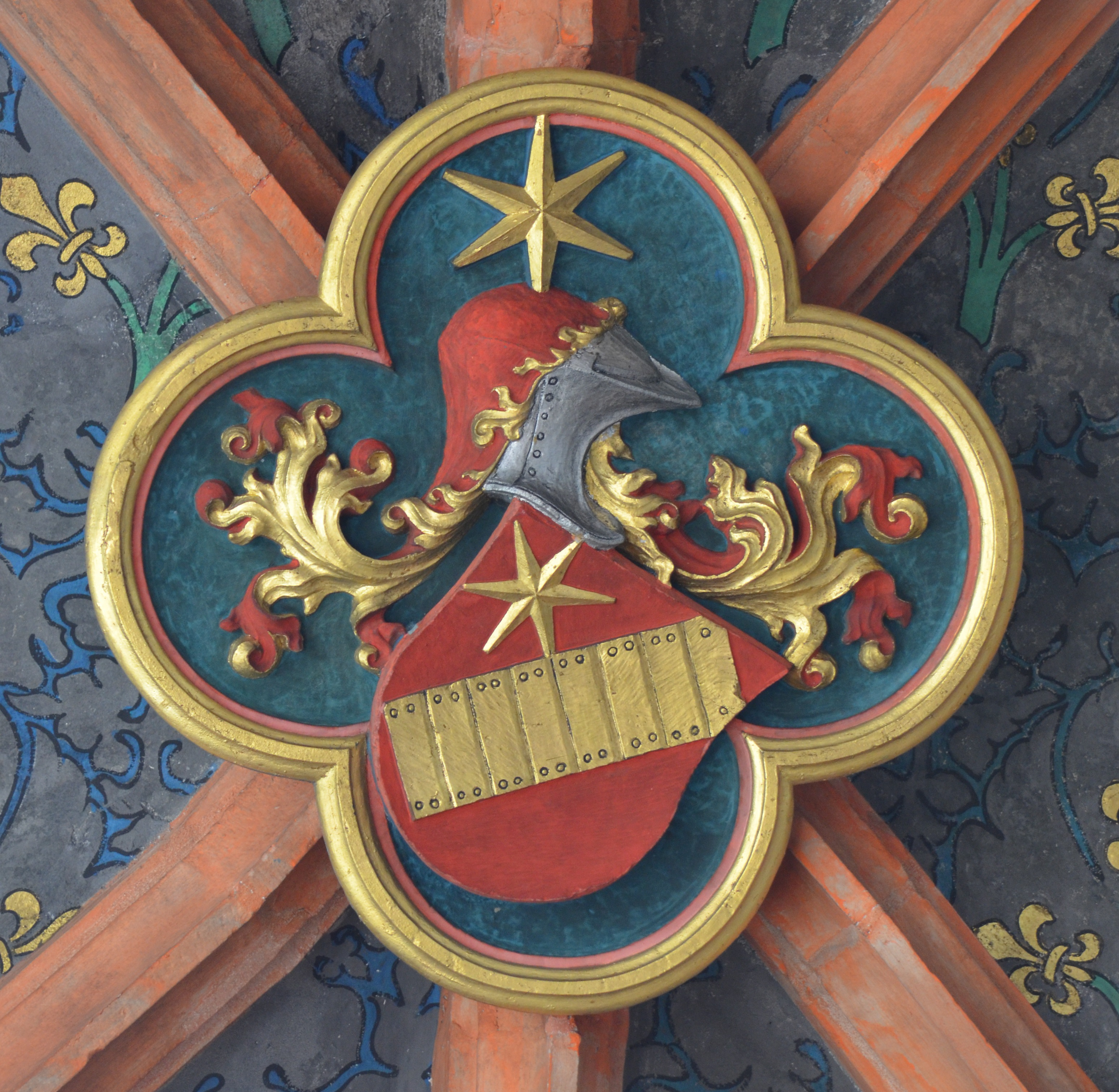
Berner Münster, Schlussstein mit Wappen Brüggler (um 1450)

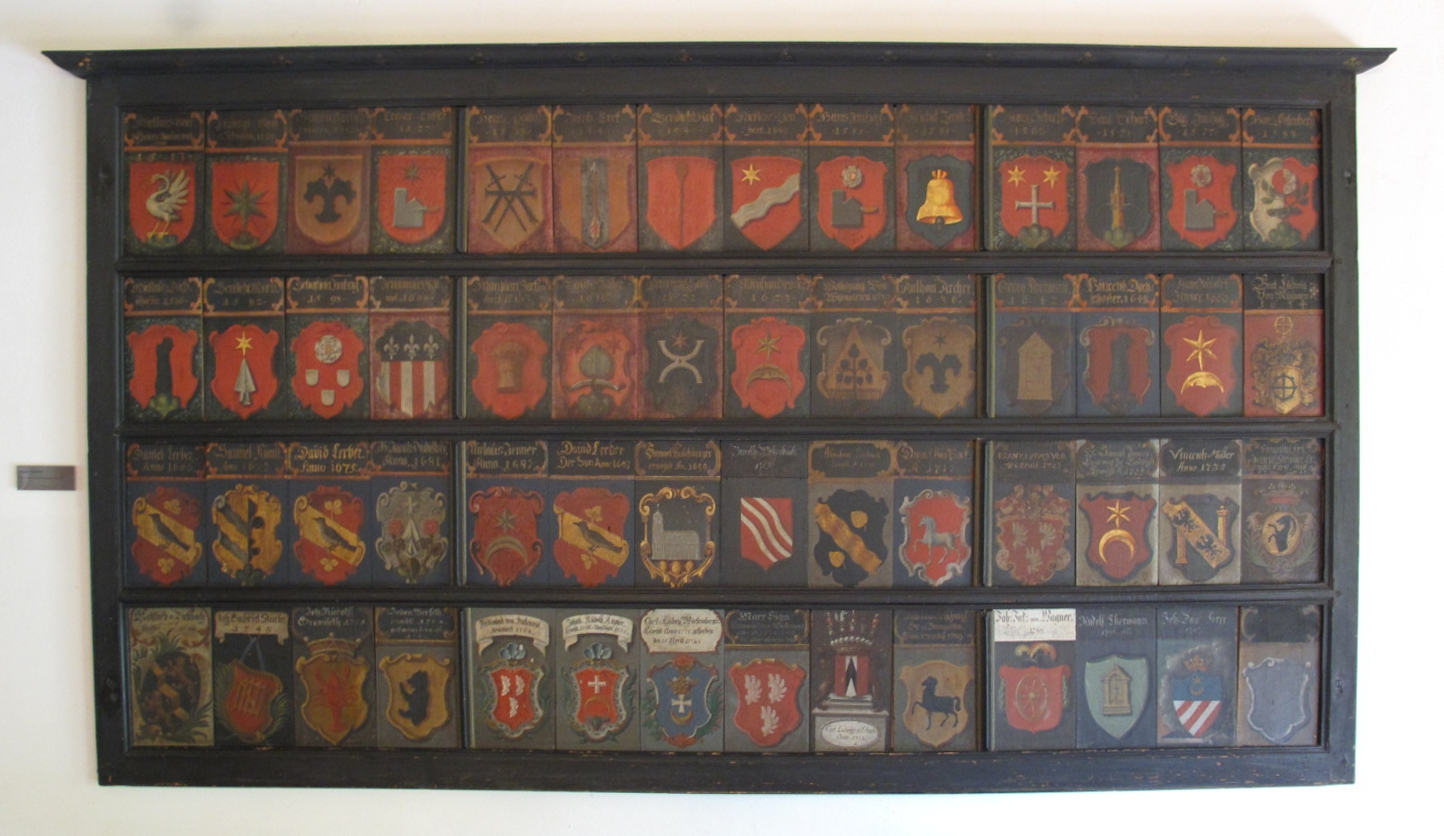
Schloss Landshut, Schiltensaal, Wappentafel der Landvögte (17./18. Jh.)

Bis 1400 verfestigte sich die Praxis der Wappenführung bei den nichtadeligen Geschlechtern Berns weitgehend. Familien wie die Diesbach, Matter, Wabern, Wattenwyl oder Zigerli nobilitierten sich durch den Erwerb von Herrschaften, Adelsbriefe und entsprechende Lebenshaltung. Zur Lebenshaltung gehörte die Führung eines adeligen Wappens, welches man in einem Wappenbrief erhielt oder sich eigenmächtig zulegte wie die Gerberfamilie von Wabern, die ihr Wappenbild von gekreuzten Gerbermessern in ein Andreaskreuz verwandelten. Wappenbriefe erhielten etwa Niklaus von Wattenwyl (1453) oder Clewi von Diesbach (1434). Nebst dem Kaiser konnte beispielsweise auch der Dekan Albrecht von Bonstetten Wappenbriefe erteilen. Einer, der davon Gebrauch machte, war der Willisauer Rudolf Herport (1494).
Die Burger brachten ihre Wappen in Kirchen (Altäre, Schlusssteine, Glasmalereien etc.) an. Erste Wappenzyklen dürften auf den Stuben der Gesellschaften und Zünfte bestanden haben. Eine frühe Folge von burgerlichen Wappen stellt der ab 1516/17 entstandene Totentanz des Niklaus Manuel dar, der mit Wappenschilden der Stifter der Bildfolge versehen ist. Wappenzyklen entstanden auch auf den Sitzen der Landvögte, sei es als Fresken (Schloss Chillon) oder als Holztafeln (Schloss Büren, Schloss Burgdorf, Schloss Landshut). Der Glasmaler Thüring Walther gab 1612 das erste bernische Wappenbüchlein im Druck heraus. Weitere Künstler wie Hans Ulrich Fisch, Wilhelm Stettler oder Johann Rudolf Huber erstellten für sich oder im Auftrag burgerliche Wappenbücher. Im 18. Jahrhundert entstanden mehrere gedruckte Wappentafeln. 1742 erschien von David Herrliberger ein Blatt mit den Wappen der Schultheissen, beginnend mit Walter von Wädenswil (1223). Um 1745 veröffentlichte Johann Heinrich Freitag ein grosses Blatt mit den Wappen sämtlicher regimentsfähigen Familien, ewigen Einwohnern und Ämtern. Im selben Jahr publizierte auch Samuel Küpfer eine Tafel mit den Wappen der burgerlichen Familien.
Die patrizischen Familien pflegten ihre Wappen besonders in nachreformatorischer Zeit im grossen Stil zu verbessern, sei es eigenhändig oder durch Wappenbriefe. Die kaiserlichen oder königlichen Wappenbesserungen bestanden oft in einer Vierung. Die eigenhändigen Veränderungen äusserten sich durch Weglassung von Werkzeugen oder Dreibergen, um die Wappen nobler aussehen zu lassen, die Herkunft aus dem Handwerk zu tilgen. Um diese Praxis einzudämmen, erteilte der Grosse Rat am 24. November 1684 der Burgerkammer den Auftrag, die Wappen der burgerlichen Geschlechter in Verzeichnissen festzuhalten, und zwar in unverbesserter Form. Der Rat beauftragte Brandolf Egger 1711 mit der Erstellung eines neuen, obrigkeitlichen Wappenbuches aller regimentsfähigen Geschlechter.

## Die Zeit nach 1798

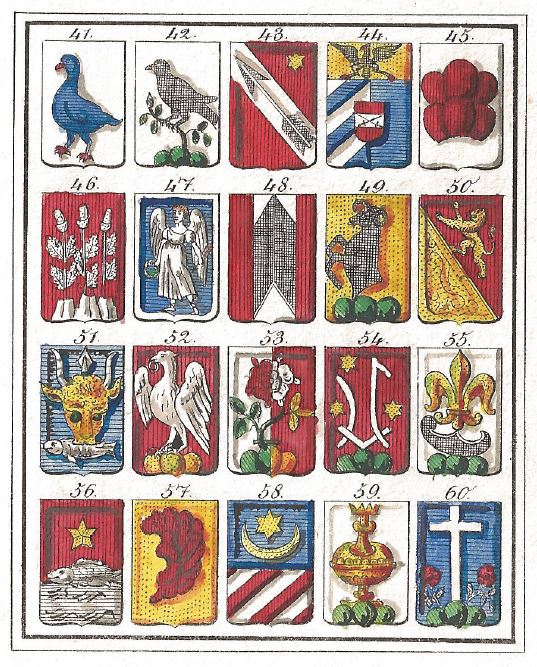
Wappenbuch (1836)

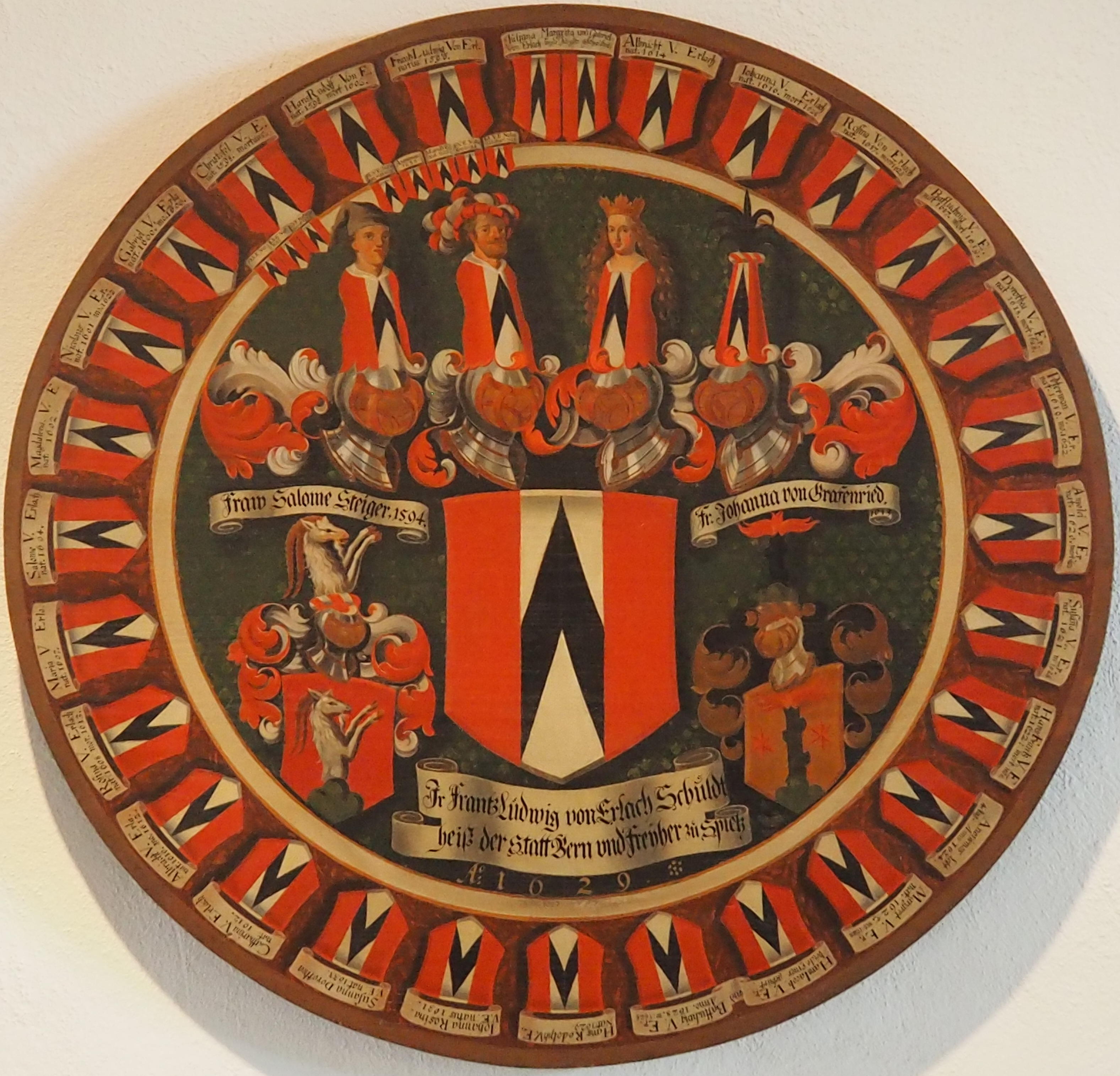
Nachkommentafel Franz Ludwig von Erlach (1629)

Mit dem Fall der Stadt und Republik Bern fiel die Gesetzgebung zur Wappenführung dahin. Wappenverbesserungen wurden von den Familien getragen, insbesondere nach 1831, als sich die ehemals regimentsfähigen Familien von den seit 1798 aufgenommenen Burgergeschlechtern abzugrenzen begannen. 1829 brachte Johann Emanuel Wyss ein gedrucktes Wappenbuch heraus, 1836 folgte ein kleinformatiges Wappenbuch, welches insbesondere für die Sammler von Siegelabdrücken gedacht war. Die Burgergemeinde Bern gab 1932 den Folioband Wappenbuch der burgerlichen Geschlechter der Stadt Bern mit den Wappen aller lebenden und erloschenen bürgerlichen Geschlechter, der Wappen der Gesellschaften und Zünfte sowie der burgerlichen Vereine heraus. Die Wappen wurden gezeichnet von Paul Boesch und Bernhard von Rodt, die Texte zu den Wappen verfasste Hans Bloesch. 2003 erschien das Wappenbuch der Burgergemeinde Bern, welches die Wappen aller blühenden Familien enthält.
Alle Burgerinnen und Burger von Bern sind gemäss der Verordnung über die Eintragungen im Wappenregister der Burgergemeinde Bern vom 8. Mai 2006 berechtigt, ihr Wappen im burgerlichen Wappenregister eintragen zu lassen. Eintragung im Register und Grundsätze der Wappenführung sind in der Verordnung geregelt. Die Prüfung und Eintragung ins Register obliegt der Burgerkommission. Ein besonderer Schutz burgerlicher Wappen ergibt sich daraus nicht. Die Burgerschaft ist unter sich gehalten, die eingetragenen Familienwappen gemäss der Verordnung zu führen.